# La Lande-Chasles
La Lande-Chasles és un municipi francès situat al departament de Maine i Loira i a la regió de País del Loira. L'any 2007 tenia 101 habitants.

## Demografia

### Població
El 2007 la població de fet de La Lande-Chasles era de 101 persones. Hi havia 36 famílies de les quals 8 eren unipersonals (4 homes vivint sols i 4 dones vivint soles), 16 parelles sense fills i 12 parelles amb fills.
La població ha evolucionat segons el següent gràfic:
Habitants censats

### Habitatges
El 2007 hi havia 62 habitatges, 41 eren l'habitatge principal de la família, 16 eren segones residències i 5 estaven desocupats. 61 eren cases i 1 era un apartament. Dels 41 habitatges principals, 36 estaven ocupats pels seus propietaris i 5 estaven llogats i ocupats pels llogaters; 6 tenien dues cambres, 7 en tenien tres, 13 en tenien quatre i 14 en tenien cinc o més. 28 habitatges disposaven pel capbaix d'una plaça de pàrquing. A 15 habitatges hi havia un automòbil i a 25 n'hi havia dos o més.

### Piràmide de població
La piràmide de població per edats i sexe el 2009 era:
| Homes | Edats   | Dones |
| ----- | ------- | ----- |
| 0     | 95 o +  | 0     |
| 0     | 90 a 94 | 0     |
| 0     | 85 a 89 | 4     |
| 0     | 80 a 84 | 4     |
| 0     | 75 a 79 | 0     |
| 4     | 70 a 74 | 0     |
| 4     | 65 a 69 | 4     |
| 4     | 60 a 64 | 0     |
| 4     | 55 a 59 | 4     |
| 8     | 50 a 54 | 4     |
| 4     | 45 a 49 | 8     |
| 0     | 40 a 44 | 0     |
| 0     | 35 a 39 | 0     |
| 0     | 30 a 34 | 0     |
| 0     | 25 a 29 | 0     |
| 4     | 20 a 24 | 0     |
| 0     | 15 a 19 | 8     |
| 0     | 10 a 14 | 4     |
| 0     | 5 a 9   | 0     |
| 0     | 0 a 4   | 0     |

## Economia
El 2007 la població en edat de treballar era de 63 persones, 48 eren actives i 15 eren inactives. De les 48 persones actives 39 estaven ocupades (22 homes i 17 dones) i 8 estaven aturades (3 homes i 5 dones). De les 15 persones inactives 8 estaven jubilades, 1 estava estudiant i 6 estaven classificades com a «altres inactius».
Activitats econòmiques
Dels 5 establiments que hi havia el 2007, 1 era d'una empresa alimentària, 3 d'empreses de serveis i 1 d'una empresa classificada com a «altres activitats de serveis».
L'any 2000 a La Lande-Chasles hi havia 3 explotacions agrícoles que ocupaven un total de 96 hectàrees.

## Poblacions més properes
El següent diagrama mostra les poblacions més properes.